# بوهینیا ۱۵۱۹۹۷
سیارک ۱۵۱۹۹۷ (به انگلیسی: 151997 Bauhinia، نامگذاری:2004JL1) صد و پنجاه و یک هزار و نهصد و نود و هفتمین سیارک کشف شده‌است که در ۱۱ مه ۲۰۰۴ کشف شد.